# Піроптоз
Піроптоз (англ. pyroptosis) — вид програмованої некротичної загибелі клітини, при якому в результаті активації каспази 1 відбувається порушення цілісності плазматичної мембрани і швидке вивільнення назовні вмісту клітини. Характерною рисою піроптоза є залежне від каспази 1 активне виділення клітиною інтерлейкінів IL-1β і IL-18, що призводить до запалення. Піроптоз служить захисним механізмом вродженого імунітету, що обмежує розмноження внутрішньоклітинних патогенів, проте цей тип загибелі клітин не обмежується бактеріальними інфекціями .